# Liste des sites mégalithiques de la Lombardie
Cette liste non exhaustive recense les principaux sites mégalithiques de Lombardie.

## Liste
| Nom                   | Province | Commune        | Type              | Notes | Coords.                      | Illus. |
| --------------------- | -------- | -------------- | ----------------- | ----- | ---------------------------- | ------ |
| Asinino-Anvòia        | Brescia  | Ossimo         | Site mégalithique |       | 45° 57′ 44″ N, 10° 14′ 49″ E |        |
| Cerchio di Como       | Côme     | Montano Lucino | Cercle de pierres |       | 45° 47′ 32″ N, 9° 02′ 43″ E  |        |
| Menhir de Velmaio     | Varèse   | Arcisate       | Menhir            |       | 45° 49′ 50″ N, 8° 52′ 49″ E  |        |
| Cromlech de Garzonera | Varèse   | Vergiate       | Cercle de pierres |       | 45° 42′ 26″ N, 8° 41′ 51″ E  |        |